# Menhir von Ceinturat
Der etwa 5,1 m hohe Menhir von Ceinturat (auch Cinturat geschrieben) steht auf einer Waldlichtung westlich des Weilers Ceinturat und westlich von Cieux, im Westen des Département Haute-Vienne in Frankreich.
Er sieht aus, als wäre er oben abgebrochen. Es hat eine flache Nord- und eine gerundete Südseite, die bergab zeigt.
Der Legende nach heiraten Menschen, die eine Münze auf den Sims werfen, innerhalb eines Jahres, wenn die Münze liegen bleibt.
Der Menhir steht etwa 1600 m nordöstlich des Menhir von Arnac und etwa ebenso weit vom Dolmen von Rouffignac entfernt. Im Ort befindet sich auch der Abri Rocher des Fées (Cieux).